# Окава Тору
Тору Окава (яп. 大川透) — японський сейю. Народився 28 січня 1960 року. Працює на компанію Mausu Production. Закінчив Nihon University, факультет мистецтв, кафедра театру. У 2005 році у нього народилася дочка.
Хобі: бейсбол, музика, ігри. Тору — хороший друг сейю Кейдзі Фудзівара, з яким він здружився завдяки аніме «Сталевий алхімік».

## Позиції в Гран-прі журналу Animage
- 2004 — 3-е місце в Гран-прі журналу Animage, у номінації на найкращу чоловічу роль;
- 2004 — 6-е місце в Гран-прі журналу Animage, в номінації на найкращого сейю;
- 2005 — 13-е місце в Гран-прі журналу Animage, в номінації на найкращого сейю.
- 2012 — 2-е місце в Гран-прі журналу Animage, у номінації на найкращу чоловічу роль.

## Озвучення аніме

### 1996
- Бачення Ескафлона [ТВ] — Гаддесс
- Tenkousei — Генгоромару

### 1997
- Химера, ангел смерті — Кевін Вон
- Полум'я Реккі — Ханабісі Сігео / Кондо

### 1998
- Гасаракі — Кіо Ватанабе
- Неоранга - дух південного моря — Макото Кагеяма
- Какюсей OVA-2 — Харухіко Сатаке

### 1999
- Weiß Kreuz OVA — Персія
- Какюсей [ТВ] — Харухико Сатаке
- Time Ranger Ceasar Boy no Bouken: Roman Teikoku Hen — Цезар-бой

### 2000
- De: vadasy — Ямада
- Бачення Ескафлона — Фільм — Гаддесс

### 2001
- Sabaku no Kaizoku! Captain Kuppa — Бімба Бу
- Боєць Бакі [ТВ-2] — Кандзі Ігар
- Фігура 17 — Сін'їті Ібарагі
- Боєць Бакі [ТВ-1] — Кандзі Ігар
- Patapata Hikousen no Bouken — Вільям Бакстон

### 2002
- Мобільний воїн Гандам: Покоління — УЗУМ Нара Асха
- Привид у латах: Синдром одинака [ТВ-1] — Сайто
- .Хак//Ліміналіті — Батько Макино (еп. 1)
- Хроніки дванадцяти королівств — Секо

### 2003
- Сталевий алхімік [ТВ-1] — Рой Мустанг
- Planetes — Норман
- Папуа [ТВ-2] — Тосідзо Хідзіката
- Хижі ляльки — Корбін (еп. 1)

### 2004
- Мобільний воїн Гандам: Доля покоління [ТВ] — УЗУМ Нара Асха
- Фантастичні діти — Батько Тома
- Бліч [ТВ] — Карія Дзін / Евген Карріер
- Madlax — Річард Бертон (батько Маргарет)

### 2005
- Rean no Tsubasa — Алекс
- Gaiking: Legend of Daiku-Maryu — Буби
- Gaiking: Legend of Daiku-Maryu — Капітан Гарріс
- Кров+ [ТВ] — Джеймс
- Остання фантазія 7: Діти пришестя — Руфус СІНР
- Сталевий алхімік (фільм перший) — Рой Мустанг
- Десять хоробрих воїнів Санада [ТВ] — Косуке Анаяма
- Trinity Blood — Вільям Волтер Вордсворс
- Любов близнюків 2 — Айносуке Футаба
- Закон Уекі — Дієго Стар
- Fushigi-boshi no Futago-hime — Уол

### 2006
- Найсильніший в історії учень Кеньїті [ТВ] — Кодзі Укіта
- Привид у латах: Синдром одинака (фільм) — Сайто
- Невинний Венус — Максімас Дрейк
- Shin Onimusha: Dawn of Dreams the Story — Хідейосі Тойотомі
- Higurashi no Naku Koro ni (перший сезон) — Джіро Томітаке
- Скляний флот — Дзірад / Теодорик
- Славетний [ТВ] — Сасанте / Інкар
- Моя любов 2 — Директор Вернер

### 2007
- Полювання на привидів — Ясухіро Накадзима (батько Масаюки)
- Higurashi no Naku Koro ni (другий сезон) — Джіро Томітаке
- Koutetsu Sangokushi — Унте Секіва
- Ромео і Джульєтта — Джованні
- Салюти Едо — Кінсіро Тояма
- Лірична Чарівниця Наноха: Шукачі — Геня Накадзима
- Moonlight Mile: 1st Season — Lift off — Заст. директора Гейнсбург

### 2008
- Граф і Фейрі — Професор Карлтон
- Kurozuka — Хасегава
- Анжеліка [ТВ-4] — Нікс
- Пожирач Душ — Коса Смерті
- Анжеліка [ТВ-3] — Нікс
- Файрбол [ТВ-1] — Гедахтніс
- Амацукі — Тададзіро Сасакі
- Макросс Фронтир [ТВ] — Джеффрі Уайлдер
- Кітаро з кладовища — Мідзукі

### 2009
- Макросс Фронтир (фільм перший) — Джеффрі Уайлдер
- Я тихо прошепчу — Тенкан Мурасаме
- Tatakau Shisho: The Book of Bantorra — Матталаст
- Canaan — Каммінгс
- Hoshi ni Negai o — Ромео
- Tears to Tiara — Аравн
- Епоха смути [ТВ-1] — Іеясу Токугава

### 2010
- Seikon no Qwaser: Jotei no Shouzou — Син'ітіро Оторі
- Сказання про демонів сакури [ТВ-2] — Ісамі Кондо
- Shiki — Тосіо Одзаки
- Сказання про демонів сакури [ТВ-1] — Ісамі Кондо
- Історії мечів — Муцуе Ясур
- Seikon no Qwaser — Син'ітіро Оторі

### 2011
- Manyuu Hiken-chou — Хатомуне Міе
- Священна Сімка — Онігавара
- Towa no Quon 1: Utakata no Kaben — Каннадзукі
- Епоха смут (фільм) — Іеясу Токугава
- Файрбол [ТВ-2] — Гедахтніс
- Готика — Бріан Роско

### 2012
- 009 Re: Cyborg — Альберт
- Btooom! — Кійосі Тайра
- Upotte!! — Гарланд
- Найсильніший в історії учень Кеньїті OVA — Кодзі Укіта
- Клин Любові OVA-2 — Ясон

### 2013
- Самурай Фламенко — Дзюн Харадзука
- Koroshiya-san: The Hired Gun — Поліцейський
- Cuticle Tantei Inaba — Дон Валентино

### 2014
- Noragami — Тендзін

## Змішані ролі
- 2013 — Cuticle Tantei Inaba — вокал [Prima Stella]
- 2008 — Анжеліка [ТВ-4] — вокал [SILENT DESTINY]
- 2008 — Анжеліка [ТВ-3] — вокал [Joy to the World]